# Stephan Straub
Stephan Straub (* 25. Januar 1971 in Saarbrücken) ist ein ehemaliger deutscher Fußballspieler und jetziger Fußballtrainer. Er war langjähriger Torwart bei Alemannia Aachen.

## Laufbahn
Aachen verpflichtete Straub zur Saison 2001/02. Zunächst war er Ersatztorwart hinter Christian Schmidt. Nach Verletzungen von Schmidt vertrat er diesen zunächst und bot gute Leistungen, sodass er Stammtorhüter wurde. Bis zur Saison 2004/05 blieb er die „Nummer 1“ bei Alemannia Aachen. In dieser Zeit erreichte er mit Alemannia Aachen dreimal in Folge den sechsten Tabellenplatz in der 2. Bundesliga, das Finale um den DFB-Pokal der Saison 2003/04 sowie die Runde der letzten 32 im UEFA-Pokal der nachfolgenden Saison. Nach 132 absolvierten Pflichtspielen in Folge verletzte er sich jedoch am 29. Spieltag so schwer am Sprunggelenk, dass er längere Zeit ausfiel und infolgedessen seinen Stammplatz an den jungen Nachwuchskeeper Kristian Nicht verlor. In der Saison 2005/06 trug er zwar weiterhin die Rückennummer 1, kam allerdings erst wieder für drei Spiele zum Einsatz, als der Aufstieg bereit feststand. In der übrigen Zeit stand Kristian Nicht im Tor.
Am ersten Spieltag der Erstliga-Saison 2006/07 wurde Straub nach einer Roten Karte für Nicht eingewechselt, so dass er im Alter von 35 sein erstes von insgesamt 16 Erstligaspielen bestritt. Ab dem 16. Spieltag der Erstliga-Saison 2006/07 verdrängte er Kristian Nicht aus dem Tor. Am 8. April 2007 erlitt Stephan Straub im Heimspiel gegen Borussia Dortmund (4:1 für Dortmund) eine Überdehnung sowohl des Innenbandes als auch des vorderen Kreuzbandes und fiel für den Rest der Saison 2006/07 aus. Die Saison endete mit dem Abstieg der Alemannia. Nach seiner Genesung erhielt Straub ab dem 5. Spieltag der Saison 2007/08 erneut den Vorzug vor Nicht, der sogar zum dritten Torwart degradiert wurde. Nach Nichts Weggang im Winter wurde allerdings Thorsten Stuckmann die neue „Nummer 1“. Straubs Verpflichtung in Aachen endete mit der Saison 2008/09. Bei seinem letzten Spiel für die Alemannia, das zugleich deren letztes Meisterschaftsspiel auf dem Tivoli war, sollte er zum Abschied in Würdigung seiner besonderen Verdienste für die Mannschaft von Beginn an eingesetzt werden, musste jedoch verletzungsbedingt darauf verzichten und wurde erst im letzten Spielabschnitt unter großem Jubel eingewechselt.
In der Vorbereitung zur Saison 2009/10 trainierte Straub drei Wochen als Testspieler beim Zweitligisten Fortuna Düsseldorf mit. Er sollte möglicherweise als dritter Torwart verpflichtet werden. Grund war eine Verletzung des Stammtorwartes Michael Melka, deren Dauer zu diesem Zeitpunkt noch nicht abzusehen war. Nachdem Melka zwischenzeitlich wieder ins Mannschaftstraining eingestiegen war, sah der Verein aus finanziellen Gründen schließlich von einer Verpflichtung Straubs ab.
Seit Januar 2010 war er Trainer des Kreisligisten Concordia Oidtweiler in der Nähe Aachens. Zur Saison 2010/11 kehrte er als Jugendtrainer (U15) zur Alemannia zurück, führte jedoch weiterhin das Traineramt bei Concordia Oidtweiler aus. Im Jahre 2012 stieg er mit dieser in die Bezirksliga Mittelrhein auf. Im September 2013 trat er als Trainer der Concordia zurück.